# Fabrice Grinda
Fabrice Grinda (né le 3 août 1974) est un entrepreneur français, blogueur pour Business Insider et business angel comptant plus de 150 investissements de par le monde, dont notamment chez Alibaba Group, Airbnb, Beepi, Palantir Technologies et Windeln,,,,.  Fabrice Grinda revendique 300 millions USD en sorties d’investissements,. Cofondateur et ancien PDG d’Aucland, de Zingy et d’OLX,,,, il est fréquemment invité[Par qui ?] comme intervenant à des conférences sur la technologie, les marchés émergents et l’investissement,,.

## Études
Né en France à Boulogne-Billancourt, Grinda est élevé à Nice où il obtient son baccalauréat C au lycée Masséna en 1992,. Il quitte la France pour suivre des études à l’université de Princeton, dont il obtient le diplôme avec la plus haute distinction (summa cum laude) en 1996 et se voit décerner le prix Halbert White ’72 attribué au meilleur étudiant en économie, ainsi que le prix commémoratif Wolf Balleisen pour la meilleure thèse en sciences économiques,,.

## Activités entrepreneuriales
À Princeton, Fabrice Grinda fonde une société d’exportation d’équipement informatique haut de gamme depuis les États-Unis vers l’Europe, dénommée Princeton International Computers. Puis il intègre le cabinet de conseil McKinsey en tant que consultant de 1996 à 1998 avant de rentrer en France où il co-fonde la société Aucland,.
Aucland:
Aucland était l’un des trois plus grands sites web d’enchères en ligne en Europe,. En juillet 1999, contre une participation de 51 % dans la société, Fabrice Grinda lève 18 millions de dollars pour Aucland auprès du fonds d’investissements de Bernard Arnault,. En 2000, il vend le reste de la société au fonds de Bernard Arnault,.
Zingy:
En 2000, il retourne aux États-Unis pour y fonder Zingy, une start-up de média mobile dont il fait progresser le chiffre d’affaires jusqu’à 200 millions de dollars. En 2004, Fabrice Grinda vend Zingy pour 80 millions USD au groupe médiatique japonais For-Side. Il reste PDG de la société jusqu’en 2005,,.
OLX:
En 2006, Fabrice Grinda et Alec Oxenford fondent ensemble OLX avec l’objectif d’en faire le plus grand site web de petites annonces au monde.
Le groupe sud-africain Naspers l’acquiert en 2010, Fabrice Grinda en reste le PDG jusqu’en 2013. OLX est devenue le plus grand site web d’hébergement de petites annonces en Inde, au Pakistan, au Brésil, au Portugal, en Pologne et en Ukraine. Lorsque Grinda en était à la tête, OLX était disponible dans plus de 90 pays, en 50 langues et comptait plus de 150 millions de visiteurs uniques par mois.

## Business angel
En tant que business angel en série, Fabrice Grinda et son équipe analysent une centaine de sociétés par semaine et financent un nouvel investissement tous les 15 jours en moyenne. Il a investi dans environ 200 startups. Ses investissements les plus récents sont axés sur les sites de marché reliant les acheteurs aux vendeurs, comme Beepi, un site de marché pour voitures d’occasion, et Lofty, un site de marché pour œuvres d’art. Son portefeuille se situe pour 70 % aux États-Unis et pour 30 % dans le reste du monde, notamment au Brésil, en France, en Allemagne, au Royaume-Uni, Russie, en Chine et en Turquie ,,,.
Parmi les investissements de Fabrice Grinda figurent[réf. nécessaire] :
- Airbnb
- Alibaba Group
- BlaBlaCar
- Lending Club
- OKtogo.ru (ru)
- Palantir Technologies
- viagogo
- Printi (pt)
- Ticketbis (en)
- Wikimart (ru)

## Blogueur d’affaires et conférencier
Le blog de Fabrice Grinda intitulé Musings of an Entrepreneur (Réflexions d’un entrepreneur)  est également disponible sur Business Insider. Les articles de Fabrice Grinda examinent comment lever des fonds auprès des capital-risqueurs, comment la technologie va modifier notre monde dans l’avenir, et comment travaillent les business angels en série. Fabrice Grinda a participé à de nombreuses conférences, y compris Le Web, IDCEE, La Red Innova, TechCrunch Italy et SIME.

## Vie privée
Fabrice Grinda n’est pas marié. Un article à son sujet dans le New York Times a décrit comment il a, en 2012, « massivement réduit son train de vie » pour pouvoir passer plus de temps avec ses amis et sa famille. Pour ce faire, il a vendu sa propriété de 20 hectares dans l’État de New York, son appartement de Manhattan ainsi que sa voiture, et a fait don d’autres possessions matérielles à des bonnes œuvres, ne gardant qu’une petite valise avec une cinquantaine d’effets personnels. Pendant les trois années suivantes, il a vécu sans domicile fixe, d’abord de passage chez des proches, puis quand les amis ont commencé à se plaindre, à l’hôtel et dans des locations Airbnb.

## Prix et récompenses
Le 5 décembre 2014, Fabrice Grinda a reçu le Pilier d’Or, attribué chaque année par le French Institute Alliance Française (FIAF) à des personnalités pour leur contribution exceptionnelle aux relations franco-américaines,.